# Узинжал (рудник)
Узинжал (рудник) – гірничодобувне підприємство на сході Казахстану, призначене для розробки свинцево-цинкового родовища.
Родовище Узинждал виявили ще в 1954 році, проте лише в другій половині 2010-х концерн «Казцинк» спробував запустити його в розробку. Видобуток збираються вести відкритим способом, при цьому окиснені руди, що вміщують 14% запасів родовища, залягають на глибинах до 85 метрів, тоді як сульфідні руди, з якими пов’язано 80% запасів, занурюються до глибини у 600 метрів.
В травні 2018-го почалась дослідно-промислова розробка, під час якої до червня 2019-го вилучили 360 тисяч тон руди, яку відправили залізницею на Алтайську збагачувальну фабрику. Потім видобуток припинили з метою проведення додаткових технологічних досліджень. Наступний етап дослідно-промислової розробки може зайняти три роки із плановим вилученням руди у 1,1 млн тон.